# Mychajlo Schyrochow
Mychajlo Oleksandrowytsch Schyrochow (ukrainisch Михайло Олександрович Жирохов, wiss. Transliteration Mychajlo Oleksandrovyč Žyrochov / Mykhailo Zhyrokhov; geb. 19. November 1974 in Komsomolske, Oblast Donezk, Ukrainische SSR) ist ein ukrainischer Historiker und Journalist.

## Biographie
Mychajlo Schyrochow wurde am 19. November 1974 in der Stadt Komsomolske in der Oblast Donezk der Ukrainischen SSR, einer der Republiken der UdSSR, geboren. Er schloss sein Studium an der Fakultät für Geschichte der Nationalen Universität Donezk im Jahr 2000 ab. Er ist spezialisiert auf die Themen Konflikte im postsowjetischen Raum und Geschichte der Luftfahrt.
Er ist Autor von etwa 300 gedruckten Werken in Zeitschriften in Russland, der Ukraine, der Tschechischen Republik, Serbien und anderen Ländern.
In einem Artikel der Ekonomitschna Prawda (Економічна правда) vom 28. Oktober 2020 beschäftigt er sich mit der Frage, was die Ukraine auf dem Waffenmarkt verkauft und kauft und schließt mit den Worten:

„Ukrainische Unternehmen können auf dem globalen Waffenmarkt Fuß fassen und neue Nischen für Exporte in Länder finden, für die der Kauf russischer Waffen aus politischen Gründen und der Kauf westlicher Waffen aus finanziellen Gründen unmöglich ist. Die derzeitige Situation bei den Rüstungsexporten ist nicht hoffnungslos. Es gibt bestimmte Branchen, in denen die Ukraine mit Russland oder Osteuropa konkurrieren kann. Alles wird von der Effizienz der Topmanager von „Ukroboronprom“  und der Privatinitiative abhängen, da kleine Unternehmen die Möglichkeit haben, ohne die totale Kontrolle durch das Staatsmonopol auf ausländische Märkte zu gehen.“

## Publikationen (Auswahl)
- Крылья возмездия. Краткая история ВВС Израиля / Schwingen der Vergeltung. Eine kurze Geschichte der israelischen Luftwaffe. - M.: AST, Minsk: Harvest, 2001 - 400 S. ISBN 5-17-008848-5, 985-13-0455-7
- (mit Kotlobovsky A. V. / Котлобовский А. В.) «Иду на таран!». Последний довод «сталинских соколов» / "Ich ramme jetzt! Das letzte Argument von Stalins Falken. - Moskau: EXMO, Yauza, 2007. - 432 S. ISBN 978-5-699-22730-3
- Карабах: земля раздора / Karabach: das Land der Zwietracht. - K.: Verlag "Rumb", 2009-264 S. ISBN 978-966-2273-00-7, ISBN 978-966-1568-24-1.
- Союзники Люфтваффе / Verbündete der Luftwaffe. - Moskau: Veche, 2011. - 336 S. ISBN 978-5-9533-5139-3.
- Битва за Донбасс. Миус-фронт, 1941—1943 / Kampf um den Donbass. Mius-Front, 1941-1943. - Moskau: Tsentrpoligraf, 2011. - 319 S. ISBN 978-5-227-02674-3[5].
- Асы над тундрой. Воздушная война в Заполярье, 1941—1944 / Asen über der Tundra. Der Krieg in der Subarktis, 1941-1944. - Moskau: Zentrpoligraf, 2011. - 253 S. ISBN 978-5-227-02906-5[6]
- Пылающие небеса. Боевая авиация в Чеченской войне / Glühender Himmel. Kampfflugzeuge im Tschetschenienkrieg. - Moskau: EXMO, Yauza, 2011. - 320 S. ISBN 978-5-699-52066-4.
- Меч и огонь Карабаха. Хроника незнаменитой войны. 1988—1994 / Das Schwert und das Feuer von Karabach. Chronik des Unbekannten Krieges. 1988-1994. - Moskau: Zentrpoligraf, 2012. - 285 S. ISBN 978-5-227-03227-0.
- Семена распада: войны и конфликты на территории бывшего СССР / Saat des Zerfalls: Kriege und Konflikte in der ehemaligen Sowjetunion. - SPb: BHW-Peterburg, 2012. - 688 S. ISBN 978-5-9775-0817-9.
- Опасное небо Афганистана. Опыт боевого применения советской авиации в локальной войне, 1979—1989 / Der gefährliche Himmel über Afghanistan. Erfahrungen im Kampfeinsatz der sowjetischen Luftfahrt im Stellungskrieg, 1979-1989 - М.: Tsentrpoligraf, 2012. ISBN 978-5-227-03863-0[7]
- 100 великих асов авиации / 100 große Asse der Luftfahrt. - M.: Veche, 2013. - 384 S. ISBN 978-5-4444-0827-8; 2. Auflage - 2014.
- Истребители — на взлет! / Kämpfer, abheben! - M.: Veche, 2013. - 288 S. ISBN 978-5-4444-1373-9
- Приднестровье: история конфликта / Transnistrien: Geschichte des Konflikts. - Moskau: Russkaya Panorama, 2014. - 320 S. - ISBN 978-5-93165-255-9
- Большое небо дальней авиации. Советские дальние бомбардировщики в Великой Отечественной войне. 1941—1945 / Der große Himmel der Langstreckenluftfahrt. Sowjetische Langstreckenbomber im Großen Vaterländischen Krieg. 1941-1945. - Moskau: Zentrpoligraf, 2014. - 221 S. - ISBN 978-5-227-05297-1
- Вертолетчики в Афганской войне / Hubschrauberpiloten im Afghanistan-Krieg. - Moskau: EXMO, Yauza, 2014. - 318 S. - ISBN 978-5-699-73083-4
- Рождение советской штурмовой авиации. История создания «летающих танков», 1926—1941 / Die Geburt der sowjetischen Angriffsluftfahrt. Geschichte der Entwicklung der "fliegenden Panzer", 1926-1941. - Moskau: Zentrpoligraf, 2014. - 221 S. - ISBN 978-5-227-05654-2
- Пограничная авиация в Афганской войне / Grenzluftfahrt im Afghanistankrieg. - Moskau: EXMO, Yauza, 2015. - 221 S. - ISBN 978-5-699-81290-5
- Стальной кулак (танки в войне на Донбассе) 2018 / Stahlfaust (Panzer im Krieg im Donbass) 2018. - 208 S. ISBN 978-966-97805-0-8
- Саур-могила последний рубеж / Sawur-Mohyla die letzte Grenze. - K.: Sigmatrade, 2018-240 pp. ISBN 978-966-97805-3-9
- «Іван Бовкун: кривавий шлях народного месника» / "Iwan Bowkun [...]" - Tschernigow : "Knyazhyi Grad", 2020.